# Marolles-sur-Seine
Marolles-sur-Seine ist eine französische Gemeinde mit 1793 Einwohnern (Stand 1. Januar 2022) im Département Seine-et-Marne in der Region Île-de-France. Sie gehört zum Arrondissement Provins und zum Kanton Montereau-Fault-Yonne.

## Geografie
Die Gemeinde Marolles-sur-Seine liegt etwa 60 Kilometer südöstlich von Paris, eingekeilt zwischen den Flüssen Seine und Yonne, die wenige Kilometer westlich zusammenfließen.

## Bevölkerungsentwicklung
- 1962: 0449
- 1968: 0631
- 1975: 0656
- 1982: 0919
- 1990: 1239
- 1999: 1357
- 2007: 1563
- 2018: 1784

## Sehenswürdigkeiten
- Schloss Motteux, erbaut im 12. Jahrhundert (Monument historique)
- Kirche Saint-Germain, erbaut im 12. Jahrhundert
- Vogelschutzgebiet Le Carreau-Franc
- Wasserturm

Siehe auch: Liste der Monuments historiques in Marolles-sur-Seine